# Alexandre Barret
Alexandre Michel Barret (ur. 1989) – francuski zapaśnik, reprezentujący Reunion, walczący w stylu wolnym. Srebrny medalista igrzysk Wysp Oceanu Indyjskiego w 2007 i brązowy w 2023. Trzeci na mistrzostwach Francji juniorów w 2008 roku.